# Bronisław Nowyk
Bronisław Albin Nowyk (ur. 16 grudnia 1895 w Stanisławowie, zm. 26 października 1957 w Katowicach) – polski duchowny rzymskokatolicki, kapelan Wojska Polskiego.

## Życiorys
Urodził się 16 grudnia 1895 w Stanisławowie, w rodzinie Mieczysława i Józefy z Tynków. Od 1905 uczęszczał do II Gimnazjum w Stanisławowie, w 1911 przeniósł się do VI Gimnazjum we Lwowie. Od 1912 był członkiem Polowej Drużyny Sokolej we Lwowie. 13 czerwca 1914 zdał maturę, a 9 sierpnia 1914 wstąpił do Legionu Wschodniego we Lwowie. Po rozwiązaniu Legionu Wschodniego, 22 września 1914 został powołany do służby w armii austro-węgierskiej. W październiku 1916 wstąpił do Seminarium Duchownego we Lwowie. Jednocześnie studiował na Wydziale Teologicznym Uniwersytetu Franciszkańskiego. 1 listopada 1918 przyłączył się do polskich ochotników walczących w bitwie o Lwów. Był pisarzem w kancelarii duszpasterskiej ks. Zygmunta Mücka, kapelana w Szpitalu Polowym nr 1 „Technika”. Święcenia kapłańskie otrzymał 29 maja 1919. Został wikariuszem w parafii pw. Wniebowzięcia Najświętszej Maryi Panny w Skałacie. 1 sierpnia 1920 wstąpił do służby duszpasterskiej Wojska Polskiego. Awansowany na stopień kapelana (kapitan) ze starszeństwem z dniem 1 czerwca 1919. Został mianowany kapelanem szpitala wojskowego nr 603. Od 16 września 1920 był kapelanem 22 pułku piechoty. Następnie w 1 pułku ułanów Krechowieckich, 2 pułku strzelców Podhalańskich, 4 pułku piechoty Legionów, powtórnie 2 pułku strzelców Podhalańskich i 71 pułku piechoty. Uczestniczył w wojnie polsko-bolszewickiej. 16 grudnia 1921 został zatwierdzony w stopniu kapelana. Sprawował stanowiska kapelana garnizonów: Sanok (1923), Ostrów Mazowiecka-Komorowo (od 1 października 1924). Podczas posługi w Sanoku był inicjatorem utworzenia w tym mieście wojskowego ośrodka kultury, wzniesionego w latach 1924–1927 jako Dom Żołnierza w Sanoku. 1 czerwca 1926 został mianowany proboszczem parafii wojskowej pw. Świętego Mikołaja w Ostrowie Wielkopolskim. W 1928 był proboszczem parafii wojskowej w Ostrowi Mazowieckiej. 1 maja 1932 otrzymał stanowisko administratora (proboszcza) parafii wojskowej Chrystusa Króla przy 2 pułku Strzelców Podhalańskich w Sanoku (jego następcą był ks. Roman Kostikow). Był członkiem wspierającym Katolicki Związek Młodzieży Rękodzielniczej i Przemysłowej w Sanoku. 4 lutego 1934 został mianowany starszym kapelanem ze starszeństwem z dniem 1 stycznia 1934 i 11. lokatą w duchowieństwie wojskowym wyznania rzymskokatolickiego. W lipcu 1934 został przeniesiony z Sanoka na stanowisko administratora parafii wojskowej pw. Przenajświętszej Trójcy w Bielsku, w której posługiwał do sierpnia 1939.
W czasie kampanii wrześniowej 1939 był szefem służby duszpasterstwa 21 Dywizji Piechoty Górskiej. Po kapitulacji dywizji w dniu 16 września 1939, dotarł do Krakowa, gdzie zamieszkał u brata.
Po wojnie został kapelanem w 1 Brygadzie Artylerii Armat Ludowego Wojska Polskiego, sformowanej w 1943. W grudniu 1945 był oficerem-duchownym w służbie czynnej Duszpasterstwa Wojskowego Wyznania Rzymskokatolickiego, pełniąc funkcję dziekana Okręgu Wojskowego IV. 2 lipca 1946 odprawił pierwszą mszę św. w kościele garnizonowym św. Elżbiety Węgierskiej we Wrocławiu, przejętym przez polski Kościół rzymskokatolicki. Służbę wojskową w Generalnym Dziekanacie Wojska Polskiego zakończył w 1949 w stopniu podpułkownika. Pomagał w pracy duszpasterskiej w parafii pw. Wniebowzięcia Najświętszej Maryi Panny w Katowicach.
W 1930 w Ostrowie wydał Wojskowy śpiewnik żołnierza polskiego, w 1939 w Bielsku książeczkę Przyjaciel Żołnierza – zbiór pieśni i modlitw żołnierza polskiego i w 1946 we Wrocławiu wydał ponownie pod tytułem Rycerz Chrystusowy. Zbiór pieśni i modlitw żołnierza polskiego.
Zmarł 26 października 1957. Został pochowany na Cmentarzu przy ul. Francuskiej w Katowicach.

## Ordery i odznaczenia
- Złoty Krzyż Zasługi (25 maja 1939)[23][17]
- Medal Niepodległości (4 listopada 1933)[24]
- Srebrny Krzyż Zasługi (25 maja 1929)[25]
- Medal Pamiątkowy za Wojnę 1918–1921[1]
- Medal Dziesięciolecia Odzyskanej Niepodległości[1]
- Krzyż Obrony Lwowa[1]
- Odznaka honorowa „Orlęta”[1]